# Prinia maculosa
Prinia maculosa là một loài chim trong họ Cisticolidae.